# Arthroleptis nimbaensis
Arthroleptis nimbaensis Angel, 1950 è un anfibio anuro, appartenente alla famiglia degli Artroleptidi.

## Etimologia
L'epiteto specifico, composto da nimba e dal suffisso latino -ensis (che vive, che abita in), è stato dato in riferimento al luogo della sua scoperta.

## Distribuzione e habitat
È endemica del Monte Nimba in Guinea, tra i 650 e i 1250 mt di altitudine. Probabilmente si trova anche in Liberia e Costa d'Avorio.